# Camilla Ravera

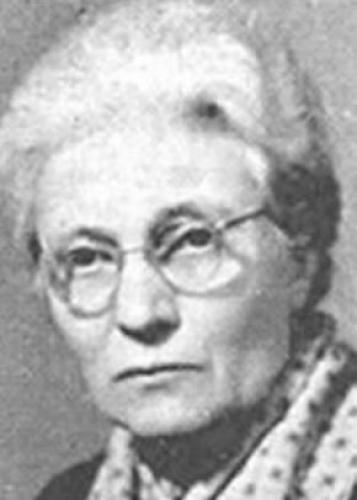
Retrato de Camilla Ravera.

Camilla Ravera (Acqui Terme, 18 de junio de 1889 - Roma, 18 de septiembre de 1988) fue una política comunista italiana.
Hija de un funcionario del ministerio de finanzas, tenía siete hermanos y era maestra en Turín. Se afilia al Partido Socialista Italiano en 1918. En 1921 se encuentra entre los fundadores del Partido Comunista Italiano, al no aceptar el PSI unirse a la Tercera Internacional. Con el fascismo el PCI es ilegalizado rápidamente y sus miembros perseguidos, entre ellos el líder Antonio Gramsci. Mientras, Ravera es delegada a varios congresos del Comiterm, conociendo a Lenin y Stalin.
Es arrestada en 1930 y condenada por sus actividades políticas a 15 años de cárcel. En 1939 se opone al pacto Ribbentrop-Mólotov, pacto de no agresión entre nazis y soviéticos, por ello, es expulsada del partido. Es readmitida en 1945 y es elegida miembro del Comité Central.
En 1982 es nombrada por Sandro Pertini senadora vitalicia. Ha sido la primera mujer en ocupar este puesto.
- Datos: Q466556
- Multimedia: Camilla Ravera / Q466556